# معركة ترموبيل
وقعت معركة ترموبيل أو معركة ثرموبيلاي بين الفرس بقيادة أحشويرش الأول والإغريق بقيادة ليونيداس ملك إسبرطة في عام 480 قبل الميلاد، أسفرت المعركة عن هزيمة الإغريق 7000  مقابل 180 الف يونانى ومنهم تحالف الاثينيين والاسبارطيين وبقية المدن الاغريقية، المصدر الوحيد هو هيرودوت المؤرخ اليوناني الشهير والذي يُلقب بأبو التاريخ، وأسفرت المعركة عن هزيمة اليونانيين الإغريق والاتجاه إلى أثينا وحرقها؛ الأسطورة يضرب بها المثل في تفوق التدريب والتخطيط الصحيح على الكثرة العددية، كما تسمى الحرب الميديّة (492 – 449 ق.م).

## أسباب حدوث المعركة
حرب طويلة خاضتها اليونان القديمة لصدّ حملات الفرس عليها بعدما احتلت فارس البلاد اليونانية الواقعة في آسيا الصغرى وبدأت تهدد المدن اليونانية في أوروبا، اما السبب المباشر فهو الاحتلال الفارسي أو محاولة فارس بالاستيلاء على كافة البلدان الناطقة باليونانية، هنا تجدر الملاحظة بان اسم اليونان في العربية هو مشتق من كلمة ايونيا اليونانية وهي البلد اليوناني الذي مازال غير مستقلاً والواقع في غربي تركيا الآن.

## الجيوش المتحاربة وقادتها
```
الحملة قادها أحشويرش الفارسي في 481 ق.م فاجتاح اليونان بجيش عظيم حاول الإسبارطيون عبثاً إيقافه في 
ممر ترموبيل
 بقيادة ليونيداس و7000 من قواته.
```

## وقائع المعركة
- جرت معركة بين الفرس بقيادة داريوس وبين اليونان انتهت بانتصار الإغريق وكان انتصار ساحق.
- جرت معركة بين الأسطول الفارسي بقيادة خارشيا الأول وبين الإسبرطيون بقيادة ليونيداس وجيشه ومجموعة من الأركيد.
- بين الأسطول الفارسي بقيادة احشويرش وبين الإسبرطيون بقيادة ديليوس.

نتائج الحرب ‍‍‌‌
- أسفرت الحملة الأولى عن انتصار جيوش فارس واندحار الاسبرطيين والاثينيين، بسبب الجيش الفارس الضخم والمؤنات وتفوقها العددي الضخم.
- سقطت أثينا وأحرقت، ورغم ذلك تمكن تميستوكلس من القضاء على عدد من الأسطول الفارسي في سلامينا 480 ق.م فتقهقر الفرس بسبب قطع المؤونة وتابعهم اليونانيون حتى شواطئ آسيا وحقق الاغريق انتصاراً مزدوجاً على الفرس في البر والبحر 468 ق.م.
- تلا ذلك فترات هدنة إلى أن انتهت الحرب بعقد الصلح والهدنة في عاصمة الفرس شوش بين كالياس اليوناني وأرتحششتا 449 ق.م وقد قضى الاتفاق بمنع دخول السفن الفارسية إلى بحر إيجه، واحترام حرية التجارة في المدن اليونانية والساحل الفارسي في الاناضول.

(1) احشويرش الأول: ملك فارسي أخميني 486 – 465 ق.م ابن داريوس الأول. (2) داريوس الثاني: ملك فارس 424 – 404 بالاغتيالات، قتل في بابل.